# Уид, Стивен
Стивен Хинсдел Уид (Stephen Hinsdale Weed) (17 ноября 1831 — 2 июля 1863) — американский кадровый военный, генерал армии Союза в годы гражданской войны. Командовал бригадой, которая во время сражения при Геттисберге пришла на помощь бригаде Стронга Винсента, сражавшейся на высоте Литл-Райнд-Топ. Уид был убит уже в самом конце боя.

## Ранние годы
Уид родился в Потсдаме (штат Нью-Йорк), вторым ребёнком в семье Джона Килбурна и Черити Уинслоу Уид. В 1850 году он поступил в военную академию Вест-Пойнт по квоте от штата Нью-Йорк и закончил её 27-м по успеваемости в выпуске 1854 года. В числе его однокурсников были будущие генерала Оливер Ховард и Джеб Стюарт. Уиду присвоили временное звание второго лейтенанта, а 18 декабря его звание стало постоянным.
В 1855—1856 годах он служил в форте Браун в Техасе. В 1856 году был отправлен во Флориду на войну с семинолами, в 1858 году служил в форте Ливенворт, а затем участвовал в экспедиции в Юту. 16 ноября 1856 года Уид получил звание первого лейтенанта. В Юте в 1860 он участвовал в перестрелках с индейцами: при Эган-Каньон 11 августа и при Дип-Крик 6 сентября.

## Гражданская война
Когда началась гражданская война Уид стал (14 мая) капитаном артиллерийской батареи 5-го артиллерийского полка. До весны 1862 года он тренировал артиллеристов в лагере Кэмп-Куртин под Гаррисбергом, а в марте 1862 года был отправлен на Вирджинский полуостров для участия в кампании на полуострове. Батарея Уида участвовала в осаде Йорктауна, в сражениях при Гейнс-Милл и Малверн-Хилл. В августе батарею вернули в северную Вирджинию и она участвовала во втором сражении при Булл-Ран и в сражении при Энтитеме (в составе V корпуса, при дивизии Сайкса). 3 декабря Уид возглавил всю артиллерию V корпуса. В этом звании он принял участие в сражении при Фредериксберге.
Весной 1863 года Уид участвовал в сражении при Чанселорсвилле, командуя артиллерией 2-й дивизии II корпуса. 6 июня 1863 года Уид покинул регулярную артиллерию и стал бригадным генералом добровольческой армии. Ему передали 3-ю бригаду дивизии Сайкса, которой до этого командовал Говернор Уоррен.
2 июля, во время сражения при Гетисберге, когда бригада Стронга Винсента попала в трудное положение в ходе боев за Литл-Раунд-Топ, Говернор Уоррен отправился на поиски подкреплений и встретил бригаду Уида. Он приказал полковнику О’Рорку срочно вести 140-й Нью-Йоркский полк на высоту Литл-Раунд-Топ. Уид, узнав об этом, отправил туда же остальные полки своей бригады.
140-й Нью-Йоркский был, возможно, единственным полком бригады Уида, принимавшим участие в сражении за Литл-Ранд-Топ. Чуть позже подошёл 91-й Пенсильванский и встал правее, затем ещё правее встали 146-й Нью-Йоркский и 155-й Пенсильванский полки. Они сразу же начали складывать стенку из камней перед своим фронтом. Вскоре на высоте появился бригадный генерал Уид и корпусной генерал Сайкс. Капитен Мартин находился около Уида, когда тот (возможно, наблюдая наступление южан на поле Уитфилд) сказал ему: «Мартин, я предпочитаю умереть на этом месте, чем увидеть, как этим мерзавцам достанется хоть дюйм земли!». Мартин отправился поговорить с Сайксом и, обернувшись, увидел, как Уид упал на землю около орудий Риттенхауза. Риттенхауз позвал Хэзлетта, который склонился к Уиду и тут же был ранен пулей в голову. Командование бригадой принял полковник Кеннет Гарард.
Уид умер в тот же день (или рано утром 3 июля) на ферме Уэйкерта на Тенейтаунской дороге. Его тело доставили в Статен-Айленд и захоронили на кладбище Моравиан-Семетери в поселке Нью-Дорп.